# 1989년 전미 비평가 협회상
제24회 전미 비평가 협회상은 1989년 최고의 영화를 기리기 위해 1990년 1월에 열린 시상식이다.

## 수상 및 후보

### 작품상
- 드러그스토어 카우보이 수상

### 감독상
- 드러그스토어 카우보이 - 구스 반 산트 수상

### 여우주연상
- 사랑의 행로 - 미셸 파이퍼 수상

### 남우주연상
- 나의 왼발 - 다니엘 데이 루이스 수상

### 여우조연상
- 적 그리고 사랑 이야기 - 안젤리카 휴스턴 수상

### 남우조연상
- 사랑의 행로 - 보 브리지스 수상

### 각본상
- 드러그스토어 카우보이 - 구스 반 산트 수상

### 촬영상
- 사랑의 행로 - 마이클 볼하우스 수상

### 다큐멘터리상
- 로저와 나 수상